# 托雷格罗萨
托雷格罗萨，是西班牙加泰罗尼亚莱里达省的一个市镇。 总面积41平方公里，总人口2161人（2001年），人口密度53人/平方公里。